# Cestovní pas Spojených států amerických
Cestovní pas Spojených států amerických je cestovní doklad pro občany Spojených států, který jim umožňuje vycestovat do zahraničí. Je vydáván Ministerstvem zahraničí. Platí ve všech státech světa, s výjimkou Severní Koreje.

## Vízové požadavky

## Galerie

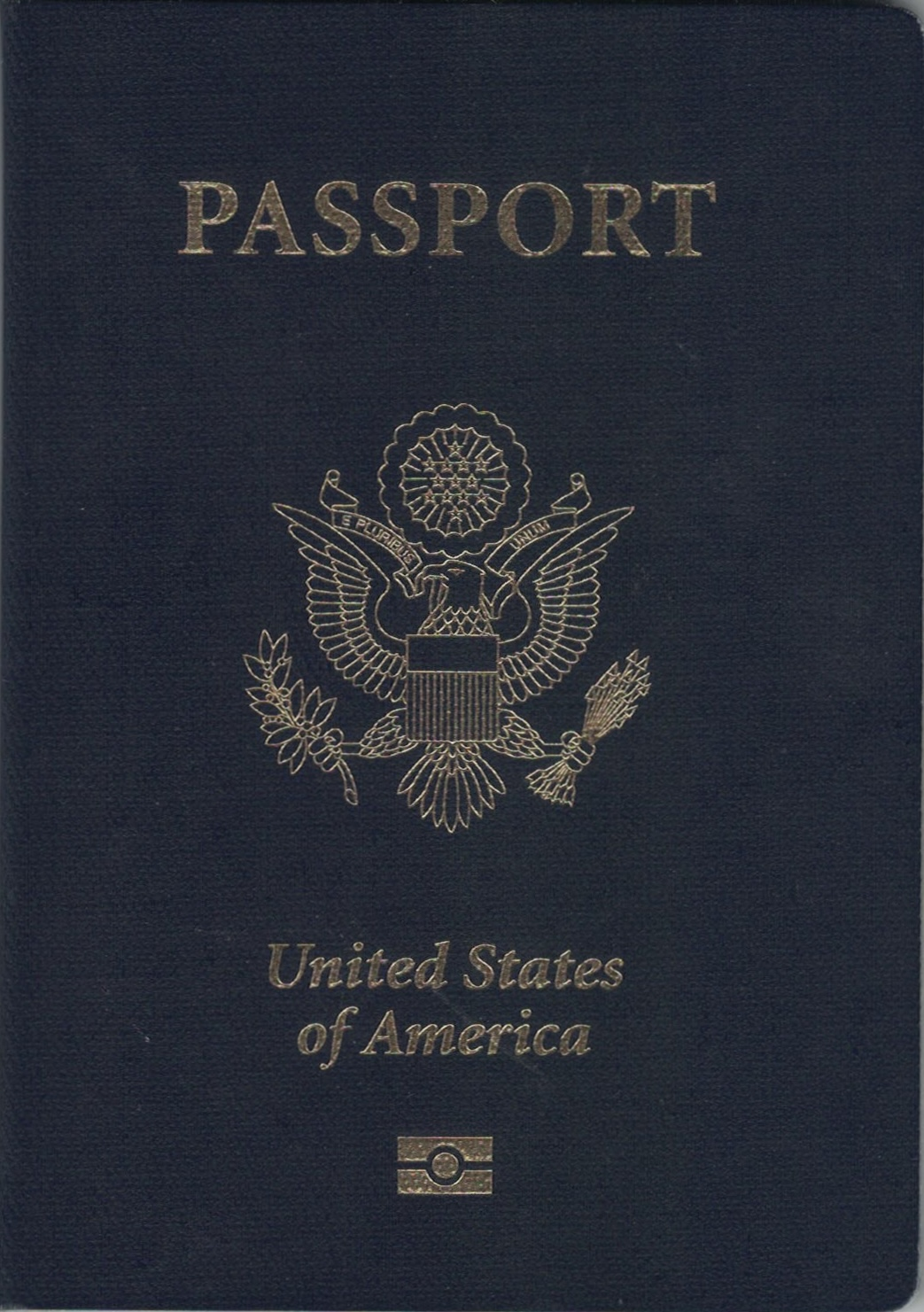
Cestovní pas USA
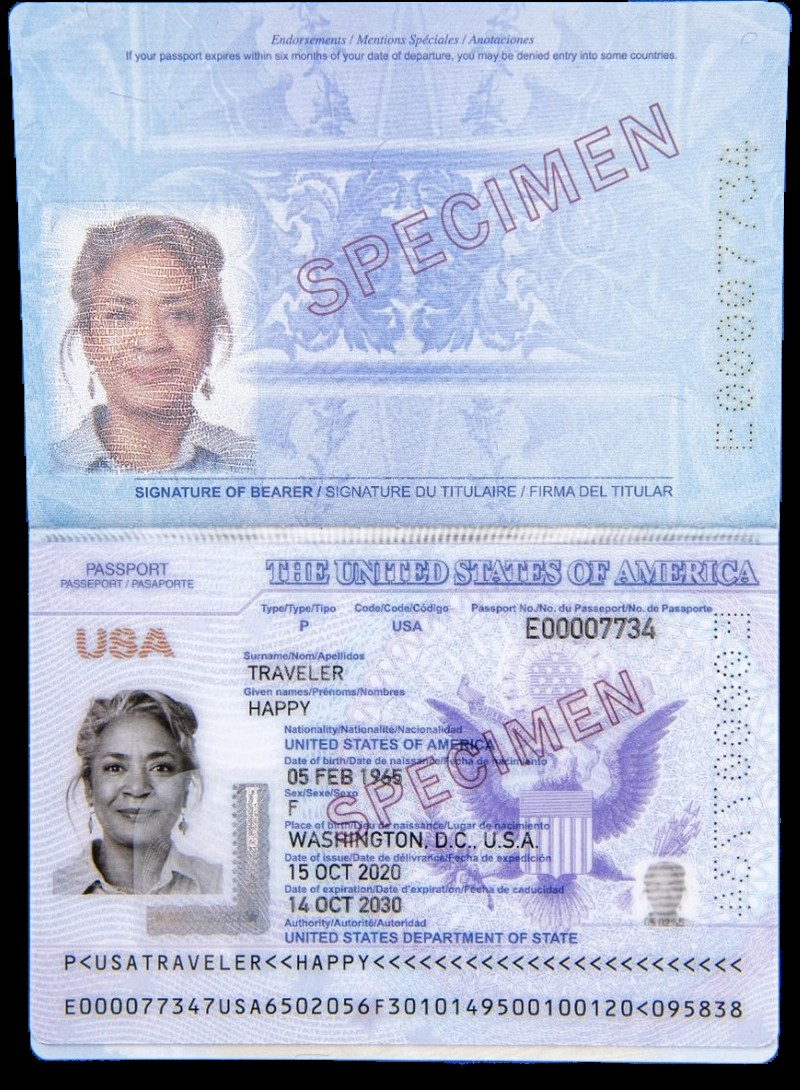
Vnitřní strana pasu USA